# كورونين
كورونين هو هيدروكربون عطري متعدد الحلقات من مجموعة مركبات السيركولين، له الصيغة الكيميائية C24H12؛ ويكون على شكل مسحوق أصفر اللون.
يتألف الكورونين بنيوياً من اندماج ست حلقات بنزين حول حلقة سداسية مركزية، لذلك يسمى المركب أيضاً [6]سيركولين.

## الوفرة الطبيعية
يوجد الكورونين طبيعياً في قطران الفحم؛ وينتج عند الاحتراق غير الكامل للمواد العضوية. يمكن الحصول عليه من عمليات التكسير في مصافي النفط، حيث يمكن أن تتم عليه عملية ديمرة للحصول على ديكورونيلين.
كما يوجد الكورونين في المعدن الطبيعي النادر كارباثيت؛ الذي كان يسمى أيضاً في السابق بيندليتونيت؛ وهو يوجد بالقرب من المنافس المائية الحرارية القديمة.

## الخواص
يوجد الكورونين في الحالة الطبيعية على شكل مسحوق أصفر اللون، وهو عديم الانحلالية في الماء، لكنه يذوب في المذيبات العضوية اللاقطبية مثل الهكسان والتولوين والكلورفورم. 
يبدي المركب خاصة فلورية ذات لون أزرق عند التعرض للأشعة فوق البنفسجية. للمركب خواص عطرية، وتوجد هناك 20 صيغة رنينية للمركب.

## اقرأ أيضاً
- سيركولين